# Rae Carruth
(en) Statistiques sur pro-football-reference
Rae Carruth, né le 20 janvier 1974 à Sacramento (Californie), est un joueur américain de football américain ayant évolué trois années au poste de wide receiver pour les Panthers de la Caroline. Sa carrière sportive prit fin lorsqu'en 2001, il a été reconnu coupable de conspiration dans l'assassinat de sa petite amie et a été incarcéré.
Étudiant à l'Université du Colorado à Boulder, il joua pour la Colorado Buffaloes avec les quarterbacks Koy Detmer et Kordell Stewart. Il fut drafté en 1997 à la 27e place (deuxième tour) par les Panthers de la Caroline avec un contrat de quatre années pour 3,7 millions de dollars. Sur trois années aux Panthers, il réussit 62 réceptions pour 804 yards gagnés et 4 touchdowns.
Sa petite amie fut assassinée par balle, mais parvient à prévenir la police et décrire Carruth et un complice qui s'était après enfui en voiture. Amenée à l'hôpital, la jeune femme subit une césarienne pour sauver l'enfant de huit mois qu'elle portait, puis elle décéda un mois plus tard. Carruth prit la fuite et fut appréhendé par la police. Il fut condamné à une peine d'environ 18 ans de prison mais ne fut pas reconnu coupable de meurtre au premier degré et échappa donc à la peine de mort. Carruth fut licencié entre-temps sur la base d'une clause morale. Rae Carruth fut libéré le 22 octobre 2018.